# Timothy's Quest
Timothy's Quest è un film muto del 1922 diretto da Sidney Olcott che aveva come interpreti principali Joseph Depew e Helen Rowland, due attori bambini.

La sceneggiatura di Kathryn Stuart si basa sull'omonimo racconto di Kate Douglas Wiggin pubblicato nel 1890 che venne in seguito adattato nuovamente per lo schermo nel 1936 dalla Paramount Pictures con il film Come don Chisciotte.

## Produzione
Il film fu prodotto dalla Dirigo Films. La produzione aveva sede presso il Tec-Art Studio al 318 E. 48th Street di New York.
Parte delle riprese vennero girate nella tenuta del Maine della scrittrice Kate Douglas Wiggin.

## Distribuzione
Il copyright del film, richiesto dalla Dirigo Films, Inc., fu registrato il 15 settembre 1922 con il numero LP18806.

Distribuito negli Stati Uniti dalla American Releasing Co., il film uscì nelle sale cinematografiche il 17 settembre 1922. In Danimarca, fu distribuito l'11 aprile 1923 con il titolo To små landstrygere.
Copie della pellicola si trovano conservate negli archivi della Library of Congress di Washington.